# Rakhmon Nabiyev
Pour les articles homonymes, voir Nabiyev.
Rakhmon Nabiyev (en tadjik : Раҳмон Набиевич Набиев), né le 5 octobre 1930 et décédé le 11 avril 1993, est un homme politique de l'Union soviétique puis du Tadjikistan. Premier secrétaire du Parti communiste du Tadjikistan de 1982 à 1985, il a été élu président de cette république après la dislocation de l'Union soviétique, du 23 septembre 1991 au 6 octobre 1991 et du 2 décembre 1991 au 7 septembre 1992. Il est en partie à l'origine de la guerre civile tadjike et a été chassé du pouvoir en septembre 1992. 
Akbarcho Iskandrov lui succède par intérim du 8 septembre au 19 novembre 1992, puis l'ancien apparatchik de la province de Kulyab devenu chef paramilitaire, Emomali Rahmon, prend le pouvoir.
La cause de la mort de Rahmon Nabiev n'est pas clairement établie. Officiellement, il est mort d'une crise cardiaque, mais dans d'autres versions, il s'est tiré une balle, ou a été tué. Sa veuve, Mariam Noabiyev, est morte dans l’incendie d'une maison en décembre 2017.